# Floris Braat
Floris Braat (Eindhoven, 29 de septiembre de 1979) es un deportista neerlandés que compitió en piragüismo en la modalidad de eslalon. Ganó una medalla de plata en el Campeonato Mundial de Piragüismo en Eslalon de 2003, en la prueba de K1 por equipos.

## Palmarés internacional
| Campeonato Mundial | Campeonato Mundial   | Campeonato Mundial | Campeonato Mundial |
| Año                | Lugar                | Medalla            | Competición        |
| ------------------ | -------------------- | ------------------ | ------------------ |
| 2003               | Augsburgo (Alemania) | Medalla de plata   | K1 por equipos     |